# Vinbarbital

Strukturformel för vinbarbital.

Vinbarbital (summaformel C11H15N2NaO3) är ett lugnande och sömngivande preparat. Ämnets molmassa är 224,256 g/mol.
Substansen är narkotikaklassad i Sverige, ingående i förteckning V, vilket innebär att det inte omfattas av internationella narkotikakonventioner.